# Герцдорф, Карл Максимович
Барон Карл Максимович Герцдорф (Герздорф; Кристиан Карл Николай Фрайхерр фон Герсдорф, нем. Christian Carl Nicolai Freiherr von Gersdorff; 1761—1813) — российский командир эпохи наполеоновских войн, генерал-майор Русской императорской армии.

## Биография
Карл Максимович Герцдорф родился в 1761 году, происходил из датских дворян города Рейбурга.

Начал службу в Датской армии, откуда принят 5 июля 1788 года из капитанов тем же чином на русскую службу в Астраханский гренадерский полк. В том же году принял участие в русско-турецкой войны 1787—1791 гг. и за отличие при штурме Очакове и взятии Измаила, был произведен в секунд-майоры и награждён 31 марта 1792 года орденом Святого Георгия 4-го класса 
За отличную храбрость, оказанную при взятии приступом Измаила.
24 июня 1792 года Герцдорф переведен в Севский мушкетерский полк. 28 сентября 1797 года он произведен в подполковники, а 2 ноября 1798 года — в полковники.
В 1799 году участвовал в Швейцарском походе и при Цюрихе был контужен в голову. 20 февраля 1800 года произведен в генерал-майоры с назначением шефом Углицкого пехотного полка. В 1807 году Герцдорф участвовал в войне с Наполеоном, командуя бригадой 14-й дивизии.
В 1812 году Герцдорф был начальником 5-й пехотной дивизии. В конце этого года на Герздорфа возложено было формирование в Орле легионов из пленных французов, итальянцев и голландцев. Г. прибыл в Орел в начале января 1813 года, и к 1 июля сформировал три роты. Они выступили из Орла в Витебск в конце сентября, но Герцдорф в это время уже скончался: 22 сентября 1813 г. он Высочайшим приказом исключен из списков Углицкого пехотного полка умершим по болезни.